# الکترواپتیک
اثر الکترو اپتیک (به انگلیسی: Electro-optics) تغییریست در ضریب شکست که از اعمال یک میدان الکتریکی فرکانس پایین و پایا حاصل می‌شود. میدان الکتریکی اعمالی به یک ماده اپتیکی غیر همسانگرد، ضریب شکست آن را تغییر می‌دهد و بنابراین بر نور قطبیده‌ای که از آن گذر می‌کند تأثیر می‌گذارد.
برخی از مواد شفاف زمانی که در معرض میدان الکتریکی قرار می‌گیرند، خواص اپتیکی‌شان را تغییر می‌دهند. این نتیجه‌ایست از نیروهایی که مکان، جهتگیری یا شکل مولکولهای سازنده ماده را تغییر می‌دهند.میدان الکتریکی پایای اعمالی به یک ماده الکترواپتیک، ضریب شکست آن را تغییر می‌دهد. در نتیجه، اثر ماده بر نور گذرنده از آن را تغییر می‌دهد. بنابراین میدان الکتریکی نور را کنترل می‌کند.

## وابستگی ضریب شکست به میدان الکتریکی اعمالی
وابستگی ضریب شکست به میدان الکتریکی اعمالی معمولاً به صورت یکی از دو حالت زیر می‌باشد:
- ضریب شکست متناسب با میدان الکتریکی اعمالی تغییر می‌کند و این اثر با نام اثر الکترواپتیک خطی یا  اثر پاکلز (به انگلیسی: Pockels effect) شناخته می‌شود.
- ضریب شکست متناسب با توان دوم میدان الکتریکی اعمالی تغییر می‌کند و این اثر با نام اثر الکترواپتیک درجه دوم یا  اثر کر (به انگلیسی: Kerr effect) شناخته می‌شود.

تغییر در ضریب شکست به صورت نوعی کوچک است. با اینحال اگر طول انتشار به‌طور قابل توجهی از طول موج نور بیشتر شود، فاز یک موج اپتیکی در حال انتشار در یک محیط الکترواپتیکی می‌تواند تغییر کند. به عنوان مثال، اگر ضریب شکست در حضور میدان الکتریکی با ضریب {\displaystyle 10^{-}5} افزایش یابد، موج اپتیکی که طول انتشارش {\displaystyle 10^{5}} برابر طول موج باشد، انتقال فازی برابر {\displaystyle 2{\pi }} را تجربه خواهد کرد.

## کاربردها
موادی که به وسیلهٔ یک میدان الکتریکی اعمالی، ضریب شکست آن‌ها را می‌توان تغییر داد، برای تولید دستگاه‌های نوری که با میدان الکتریکی کنترل می‌شوند سودمند خواهند بود. به مثال‌هایی از این دستگاه‌ها در زیر اشاره می‌شود:
- لنزی که از ماده‌ای که ضریب شکست آن می‌تواند تغییر کند ساخته شده‌است، لنزی با فاصله کانونی قابل کنترل می‌باشد.
- منشوری که قابلیت شکست پرتو آن قابل کنترل می‌باشد، می‌تواند به عنوان یک دستگاه پویشگر نوری استفاده شود.
- نور گذرنده از یک ورقه شفاف نازک با ضریب شکست قابل کنترل، متحمل انتقال فاز قابل کنترلی می‌شود. بنابراین ورقه می‌تواند به عنوان مدوله‌گر فاز نوری به کار برده شود.
- یک کریستال غیر همسانگرد که ضریب شکست آن می‌تواند تغییر کند، به عنوان تأخیرانداز موج با زمان تأخیر قابل کنترل، استفاده می‌شود. از آن ممکن است برای تغییر خواص قطبشی نور بهره برد.
- یک تأخیرانداز که بین دو قطبشگر هم محور قرار گرفته باشد، سبب می‌گردد شدت نور عبوری به تأخیر فاز بستگی داشته باشد. بنابراین گذردهی چنین دستگاهی به طور الکتریکی قابل کنترل خواهد بود و در نتیجه از آن می توان به عنوان مدوله‌گر شدت نور یا کلید نوری استفاده کرد.

اجزای قابل کنترل مانند اینها، کاربردهای چشمگیری در ارتباطات نوری و پردازش پالس نوری پیدا کرده‌اند.
یک میدان الکتریکی از طریق جذب می‌تواند خواص نوری ماده را تغییر دهد. یک ماده نیمه رسانا از نظر اپتیکی برای نوری که طول موج آن از طول موج شکاف نواری بزرگتر است به صورت طبیعی شفاف می‌باشد. به هر حال یک میدان الکتریکی اعمالی می‌تواند شکاف نواری ماده را کاهش دهد و بنابراین فرایند جذب و تبدیل ماده از شفاف به کدر را تسهیل کند. این اثر، که به عنوان جذب الکتریکی (به انگلیسی: electroabsorption) شناخته شده‌است برای ساخت مدوله‌گرها و کلیدهای اپتیکی سودمند می‌باشد.

## گردآورنده
پژوهشکده لیزر و پلاسما دانشگاه شهید بهشتی
محمدرضا عیدی